# Antropologija
Antropologija je znanstvena disciplina koja proučava kulturnu i biološku različitost ljudi. Antropologija proučava čovjeka, njegovu kulturu, njegov jezik, njegovu evolucijsku prošlost i srodnike primate, sličnosti i razlike među ljudima od razine genetike do razine kulture. Istražuje kako ljudi žive, što rade, što misle i kako se odnose prema okolini. Zanima je kako se razvijala ljudska vrsta te kako su nastajala i nestajala ljudska društva, no okrenuta je i sadašnjosti i budućnosti ljudskog roda. Mogli bismo reći da se predmet antropologije svodi na jedno pitanje: što to znači biti čovjek? 
Ljudi koji se ozbiljno bave antropologijom zovu se antropolozi.
Riječ antropologija dolazi od grčke riječi "antropos" što u prijevodu znači čovjek ili onaj koji gleda prema gore.

## Osi antropologije
Antropologija se kreće po tri osi:
- odnos između prirode i kulture,
- veza između prošlosti i sadašnjosti,
- jedinstvo ljudskog roda unatoč raznolikosti njegovih oblika.

### Odnos između biologije i kulture
Čovjek ima dvostruku narav - prirodnu, koja ga veže uz životinje, i kulturnu, koja ga čini humanim. Antropologija smatra da su priroda i kultura isprepletene u čovjeku i definiraju ga kao kulturnu životinju. 
Ljudski se rod razvio kroz specijalizaciju mozga, točnije, moždane kore. Moždana kora nam omogućuje da shvaćamo, komuniciramo i učimo. 
Čovjek uči kako se treba ponašati, i to u mjeri koja je daleko ispred svih drugih životinja, a naučeni se sadržaj naziva kulturom.
Kultura je temeljni pojam antropologije. Ona ima mnogo definicija, ali možemo reći da kultura čini skup ponašanja koja ljudi uče i zajednički dijele u određenom razdoblju i prirodnom i društvenom okolišu. 
S obzirom na to da antropologija tvrdi kako se ljudska kultura treba uzeti kao biološka činjenica (jer moždane radnje prevodi u društvene pojave i između ostaloga se javlja unutar prilagodbe okolišu), 
ona ne suprotstavlja biologiju i kulturu, nego ih smatra nerazdvojnim vidovima ljudske prirode. Tako se usprotivila tradicionalnom antropocentrizmu humanističkih znanosti.

### Veza između prošlosti i sadašnjosti
Antropologija kaže da se ljudska evolucija ne razlikuje od evolucije drugih bića jer slijedi ista prirodna pravila, ali ljudima je usadila izvanrednu sposobnost učenja. 
Prenošenje znanja iz generacije u generaciju ubrzalo je kulturnu evoluciju koja je postala brža od biološke.
Ljudi se ne razlikuju samo u pogledu anatomije i fiziologije, nego i u pogledu kulturnih navika. 
Dapače, kulturno se toliko razlikuju da se više gotovo i ne vidi duboko jedinstvo ljudskog roda. Rasizam i etnocentrizam, koji teže izolaciji, 
podižu zidove između tjelesnih i kulturnih razlika, dok antropologija stalno iznosi dokaze o jedinstvu svih ljudi.

### Jedinstvo ljudi i raznolikost oblika
Antropologija kaže da se ljudi razlikuju zbog različitog biološkog i društvenog razvitka. Biološki se razlikuju zbog prilagodbe različitih skupina različitom okolišu, 
pa imaju različitu boju kože, visinu, boju i oblik kose. Društveno se razlikuju jer su uspostavili vrlo velik broj različitih društvenih ustroja, 
od malih skupina lovaca i sakupljača do velikih svjetskih ustroja kao što je bilo Kinesko Carstvo. 
Razlike u načinu života ne postoje samo u različitim vremenima i prostorima, nego i unutar istog društva. 
Današnje države imaju regionalne posebnosti zasnovane na gospodarstvu i različitim životnim uvjetima. 
Čak i unutar istog grada postoje razlike u načinu života određenih zajednica. 
To ne vrijedi samo za doseljenike, nego i za razlike među spolovima, seksualne navike, te etničke, dobne i klasne skupine.
Antropologija bilježi sve te razlike, ali traži dokaze i o temeljnom jedinstvu svih ljudi.

## Grane antropologije

### Paleoantropologija
Ova disciplina želi utvrditi porijeklo ljudi i putove njihova biološkog razvoja. Ona proučava fosilne ostatke ljudi i primata srodnih ljudima. 
Osim toga, nastoji rekonstruirati način života prvih ljudi.

### Lingvistička antropologija
Analizira kako se u različitim kontekstima koriste jezici. Lingvistički antropolozi usredsređeni su na međuzavisnost jezika i kulture.

### Fizička antropologija
Fizička ili biološka antropologija proučava mehanizme biološke evolucije, genetičko nasljedstvo, ljudsku prilagodljivost i varijabilnost, primatologiju, morfologiju primata,kao i fosilne ostatke ljudske evolucije.

### Bioantropologija
Ova disciplina proučava jedinstvo i raznolikost bioloških vidova ljudskog roda. S obzirom na razlike u fizičkom izgledu ljudi, koristio se pojam "rasa" kako bi se ljudi lakše sistematizirali. 
Međutim, danas se taj pojam izbjegava. Također obrađuje odnose između biologije i kulture, gena i ponašanja. 
Ima veze i s epidemiologijom, zdravljem društva i komparativnim studijama o duševnom zdravlju.

### Arheologija prethistorije
Ova disciplina se bavi izumrlim društvima čija se povijest ne može odrediti putem pisanih dokumenata, nego samo kroz materijalne ostatke. 
Proučava velike civilizacije, kao što su Egipat, Maje i Inke, ali i male zajednice, kao što kanadski Indijanci ili prva ljudska društva.

### Etnologija i kulturna antropologija
Etnologija uspoređuje različita svjetska društva i kulture nastojeći napraviti teoretsku sintezu. 
Prakticira se zajedno s etnografijom, koja popisuje njihove različite osobine. 
Etnologija se zasniva na današnjim društvima. Tu spada i etnolingvistika, usporedno proučavanje živih jezika i njihove primjene u društvu.

## Teološka antropologija
Teološka antropologija je bogoslovna disciplina koja poštuje doprinose drugih antropologija, kao što su biološka, filozofska, kulturološka, religijska, sociološka i dr., ali ima svoju viziju čovjeka, koja se ne podudara uvijek s prethodnima.

## Popis antropologa
Vidi: Dodatak:Popis antropologa

## Vanjske poveznice
- Institut za antropologiju
- Katedra za antropologiju Filozofskog fakulteta u Zagrebu[neaktivna poveznica]